# Nelkenartige
Die Nelkenartigen (Caryophyllales) bilden eine Ordnung innerhalb der Bedecktsamigen Pflanzen (Magnoliopsida). Zu den Caryophyllales gehören 38 Familien mit etwa 692 Gattungen und etwa 11.155 Arten, das entspricht 6,3 % der Eudikotyledonen.
Innerhalb der Ordnung finden sich einige Nutzpflanzen, wie beispielsweise Zuckerrübe, Spinat, Mangold, Rote Bete, Rhabarber, Portulak, Amarant und Quinoa.

## Beschreibung
Die einfachen und meist ganzrandigen Laubblätter sind meist gegenständig. Die Blüten sind meist fünfzählig. Die Blütenhüllblätter können in Kelch- und Kronblätter differenziert sein, oftmals fehlt aber einer der Hüllblattkreise. Die Fruchtblätter sind zu einem Fruchtknoten verwachsen. Ein charakteristisches Merkmal für einen Teil der Caryophyllales ist die zentrale Plazentation des Fruchtknotens. Wegen dieses Merkmals hieß die Ordnung in traditionellen Systemen auch Centrospermae. Meist werden Kapselfrüchte, Nüsse oder Beeren gebildet.

## Ökologie und Vorkommen
Viele der Familien verfügen über Sonderanpassungen wie Salz- und Trockentoleranz, Sukkulenz sowie physiologische Besonderheiten wie C4-Photosynthese oder der Crassulaceen-Säurestoffwechsel (CAM). Es gibt mehrere Familien mit insektivoren/karnivoren Vertretern (Droseraceae, Nepenthaceae, Dioncophyllaceae). Nur selten finden sich Mykorrhizen. Vertreter der Caryophyllales findet man weltweit und überwiegend in offenen, oftmals trockenen, salzhaltigen oder sandigen Habitaten. Der Großteil der Familien ist krautig, Gehölze bilden eher die Ausnahme.

## Systematik
Die nächsten Verwandten der Caryophyllales innerhalb der Blütenpflanzen sind noch nicht geklärt. Möglicherweise sind die Caryophyllales die Schwestergruppe zu den Asteriden. Die Ordnung wird deshalb als isoliert stehend betrachtet und als eigene Großgruppe innerhalb der Kern-Eudikotylen geführt. Die Verwandtschaftsbeziehungen innerhalb der Caryophyllales sind aufgrund mehrerer phylogenetischer Studien gut verstanden.
Die Ordnung lässt sich grob in zwei Hauptgruppen gliedern: Caryophyllales I und II bzw. Polygonids und Caryophylids.
Als Resultat mehrerer phylogenetischer Untersuchungen werden durch die Angiosperm Phylogeny Group mehr Familien anerkannt. Vor allem die Portulacaceae wurden in Portulacaceae s. str. (nur Portulaca), Talinaceae und Anacampserotaceae aufgespalten. Durch Schäferhoff et al. wurde 2009 die Microteaceae als zusätzliche neue Familie aufgestellt.
Innerhalb der Caryophyllales werden nach Angiosperm Phylogeny Group: APG IV folgende 38 Familien anerkannt:
- Achatocarpaceae: Die nur drei Gattungen und etwa sieben Arten sind in der Neotropis verbreitet. Es sind verholzende Pflanzen.
- Mittagsblumengewächse (Aizoaceae): Sie wird in vier Unterfamilien gegliedert und enthält etwa 123 Gattungen mit etwa 2020 Arten. Es sind meist sukkulente Pflanzen.
- Fuchsschwanzgewächse (Amaranthaceae): (inklusive Chenopodiaceae) Sie enthält etwa 174 Gattungen mit 2050 bis 2500 Arten. Es sind meist krautige Pflanzen.
- Anacampserotaceae: Sie enthält etwa drei Gattungen mit fast 40 Arten.
- Ancistrocladaceae: Sie enthält nur eine Gattung:
  - Ancistrocladus: Sie enthält etwa zwölf Arten. Es sind Lianen.
- Asteropeiaceae: Mit der einzigen Gattung:
  - Asteropeia: Sie enthält etwa acht Arten; es sind immergrüne Bäume oder kriechende Sträucher.
- Barbeuiaceae: Sie enthält nur eine Art:
  - Barbeuia madagascariensis: Es ist eine Liane auf Madagaskar.
- Basellgewächse (Basellaceae): Sie enthält etwa vier Gattungen mit etwa 20 Arten. Es sind Kletterpflanzen.
- Kakteengewächse (Cactaceae): Sie enthält etwa 100 Gattungen mit etwa 1500 Arten.
- Nelkengewächse (Caryophyllaceae): Rund 2200 Arten. Es sind meist krautige Pflanzen, selten Sträucher oder Lianen.
- Didiereaceae: Die etwa sieben Gattungen mit etwa 16 Arten kommen in Afrika und Madagaskar vor. Es sind verholzende, meist dornige Pflanzen.
- Hakenblattgewächse (Dioncophyllaceae): Sie enthält nur drei monotypischen Gattungen. Es sind fleischfressende Lianen oder Sträucher im tropischen Westafrika.
- Sonnentaugewächse (Droseraceae): Sie enthält drei Gattungen mit etwa 115 fleischfressenden, krautigen Arten.
- Taublattgewächse (Drosophyllaceae): Sie enthält nur eine Art:
  - Taublatt (Drosophyllum lusitanicum)
- Frankeniaceae: Sie enthält nur eine Gattung:
  - Frankenia: Sie enthält etwa 90 Arten. Es sind krautige Pflanzen oder Sträucher.
- Gisekiaceae: Sie enthält nur eine Gattung:
  - Gisekia: Mit etwa sechs Arten, die von Afrika bis zum Indischen Subkontinent und von Hainan bis Indochina vorkommen.
- Halophytaceae: Mit der einzigen krautigen Art:
  - Halophytum ameghinoi: Sie kommt in Argentinien vor.
- Kewaceae: Sie enthält nur eine Gattung:
  - Kewa: Sie enthält etwa sechs Arten hauptsächlich in Afrika und Madagaskar.
- Limeaceae: Sie enthält nur zwei Gattungen mit etwa 23 Arten. Es sind krautige Pflanzen oder Halbsträucher.
- Lophiocarpaceae: Sie enthält nur zwei Gattungen mit etwa sechs Arten, die von Afrika bis Indien vorkommen.
- Macarthuriaceae: Sie enthält nur eine Gattung:
  - Macarthuria: Sie enthält etwa neun Arten in Australien.
- Microteaceae: Mit der einzigen Gattung:
  - Microtea: Die 9 bis 12 Arten sind in der Neotropis verbreitet.
- Mollugogewächse (Molluginaceae): Sie enthält etwa neun Gattungen mit etwa 87 Arten. Es sind krautige Pflanzen oder Halbsträucher.
- Quellkrautgewächse (Montiaceae): Sie enthält etwa zehn Gattungen; es sind einjährige oder mehrjährige krautige Pflanzen.
- Kannenpflanzengewächse (Nepenthaceae):
  - Kannenpflanzen (Nepenthes): Sie enthält etwa 90 fleischfressende, krautige Arten.
- Wunderblumengewächse (Nyctaginaceae): Sie enthält etwa 30 Gattungen mit etwa 395 Arten; wichtigste Gattung ist Bougainvillea. Es sind krautige oder verholzende Pflanzen.
- Petiveriaceae (Syn.: Hilleriaceae Nakai, Rivinaceae C.Agardh, Seguieriaceae Nakai): Die etwa neun Gattungen mit etwa 20 Arten kommen im tropischen und subtropischen Amerika und von Australien bis Ozeanien vor.
- Physenaceae: Sie enthält nur eine Gattung:
  - Physena: Die nur zwei Arten kommen nur in Madagaskar vor; es sind Bäume oder Sträucher.
- Kermesbeerengewächse (Phytolaccaceae): Sie wird in drei Unterfamilien gegliedert und enthält etwa 18 Gattungen mit etwa 65 Arten. Es sind krautige oder verholzende Pflanzen.
- Bleiwurzgewächse (Plumbaginaceae): Sie enthält etwa 27 Gattungen mit etwa 836 Arten. Es sind mehrjährige krautige Pflanzen oder Sträucher.
- Knöterichgewächse (Polygonaceae): Sie wird in zwei Unterfamilien gegliedert und enthält etwa 43 Gattungen mit etwa 1110 Arten. Es sind krautige oder verholzende Pflanzen.
- Portulakgewächse (Portulacaceae): Sie enthält nur eine Gattung:
  - Portulak (Portulaca): Sie enthält 40 bis 125 Arten. Es sind krautige, oft sukkulente Pflanzen.
- Rhabdodendraceae: Sie enthält nur eine Gattung:
  - Rhabdodendron: Mit nur drei Arten im tropischen Südamerika. Es sind immergrüne Bäume.
- Sarcobataceae: Sie enthält nur eine Gattung:
  - Sarcobatus: Sie enthält nur ein oder zwei Arten. Es sind dornige Sträucher, die von Kanada bis Mexiko vorkommen.
- Simmondsiaceae: Sie enthält nur eine Art:
  - Jojoba (Simmondsia chinensis): Es ist ein immergrüner Strauch im Südwesten von Nordamerika.
- Stegnospermataceae: Mit der einzigen Gattung:
  - Stegnosperma: Sie enthält nur drei Arten in Zentralamerika und den Karibischen Inseln. Es sind holzige Kletterpflanzen.
- Talinaceae: Sie enthält etwa zwei Gattungen mit etwa 22 strauchigen Arten, die in den Tropen und Subtropen vorkommen.
- Tamariskengewächse (Tamaricaceae): Sie enthält etwa fünf Gattungen mit etwa 90 verholzenden Arten.

## Betalain-Pigmente
Eines der kennzeichnenden Merkmale für die Caryophyllales ist die Produktion von Betalainen (Sammelbegriff für Betaxanthine und Betacyane). Außerhalb der Caryophyllales sind Betalaine kein zweites Mal bei Angiospermen nachgewiesen worden.
Die Evolution der Betalaine ist jedoch komplexer als bislang angenommen, was sich durch die Position der Betalain-produzierenden Familien im Stammbaum der Caryophyllales gezeigt hat. Betalaine fehlen nachweislich bei den Caryophyllaceae, Lophiocarpaceae, Limeaceae und Molluginaceae. Diese sind jedoch im Stammbaum der Caryophyllales verteilt und finden sich an verschiedenen Positionen innerhalb der Betalain-produzierenden Linien. Somit kann nicht eine einmalige Entstehung der Betalain-Synthese innerhalb der Caryophyllales angenommen werden, sondern mehrfache Wechsel von Anthocyan- zu Betalain-Produktion.

## Weiterführende Literatur
- Patricia Hernández-Ledesma, Walter G. Berendsohn, Thomas Borsch, Sabine von Mering, Hossein Akhani, Salvador Arias, Idelfonso Castañeda-Noa, Urs Eggli, Roger Eriksson, Hilda Flores-Olvera, Susy Fuentes-Bazán, Gudrun Kadereit, Cornelia Klak, Nadja Korotkova, Reto Nyffeler, Gilberto Ocampo, Helga Ochoterena, Bengt Oxelman, Richard K. Rabeler, Adriana Sanchez, Boris O. Schlumpberger, Pertti Uotia: A taxonomic backbone for the global synthesis of species diversity in the angiosperm order Caryophyllales. In: Willdenowia, Volume 45, Issue 3, 2015, S. 281–383 (doi:10.3372/wi.45.45301).
- Thomas Borsch, Patricia Hernández-Ledesma, Walter G. Berendsohn, Hilda Flores-Olvera, Helga Ochoterena, Zuloaga, Sabine von Mering, N. Kilian: An integrative and dynamic approach for monographing species-rich plant groups – Building the global synthesis of the angiosperm order Caryophyllales. In: Perspectives in Plant Ecology, Evolution and Systematics, Volume 17, Issue 4, 2015, S. 284–300. doi:10.1016/j.ppees.2015.05.003 PDF.